# موسيقى فارسية تقليدية

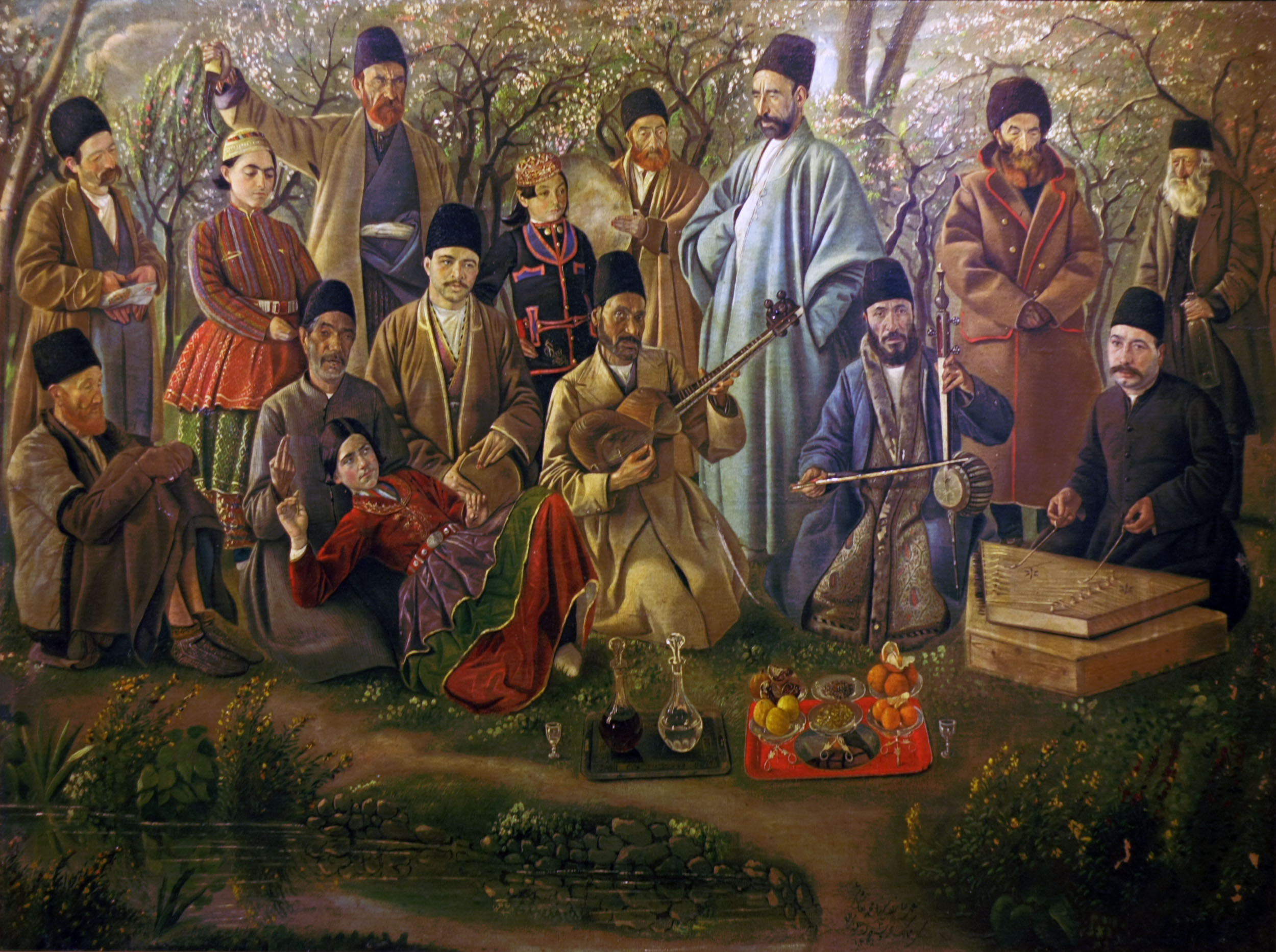
موسيقى فارسية تقليدية

تشير الموسيقى الفارسية التقليدية (بالفارسية: موسیقی سنتی فارسی) أو الموسيقى الإيرانية التقليدية، التي تُعرف أيضًا بالموسيقى الفارسية الكلاسيكية هي الموسيقى الكلاسيكية في إيران (تُسمى أيضًا فارس).
نظرًا إلى تبادل العلوم الموسيقية عبر التاريخ، ترتبط العديد من الأنماط والألحان الإيرانية الكلاسيكية (الأنماط) مع تلك الخاصة بالثقافات المجاورة لها.
يستمر الفن الإيراني الكلاسيكي في العمل كأداة روحية، كما بقيت عبر التاريخ، وبشكل أقل كنشاط ترفيهي. ينتمي بمعظمه إلى النخبة الاجتماعية، على عكس الموسيقى الفلكلورية وموسيقى البوب، التي يشارك فيها المجتمع بأكمله. ومع ذلك، دُمجت معايير الموسيقى الإيرانية الكلاسيكية في مؤلفات موسيقى البوب والفولك.

## خصائصها
تعتمد موسيقى الفن الإيراني الكلاسيكي على كل من الارتجال والتأليف الموسيقي على حد سواء، وتستند إلى سلسلة من الألحان والمقاييس النموذجية بما في ذلك اثني عشر دستكاه وآوازس. تتنوع المؤلفات بشكل كبير من بدايتها إلى نهايتها، وعادةً ما تتناوب بين المقطوعات المتأملة المنخفضة والعروض الرياضية المسماة تحرير. تتكون الذخيرة الموسيقية المشتركة من أكثر من 200 حركة لحنية قصيرة (غوسه)، التي تُصنف إلى سبعة أوضاع موسيقية (دستكاه). تحتوي اثنتان من هذه الأوضاع الموسيقية على أوضاع ثانوية متفرعة عنها تسمى رديف، التي يوجد منها عدة نسخ، تعود كل منها إلى تعاليم مدرس محدد (أستاذ).
بحلول نهاية الإمبراطورية الصفوية، توقف عرض الحركات الموسيقية الأكثر تعقيد في 10 و14 و16 نبضة. في أوائل عصر القاجار، استُبدل مقياس مستند إلى الغزل بالدورات الإيقاعية (أصول)، وأُعيد بناء نظام المقام للتصنيف في نظام الرديف. اليوم، تُعرض المقطوعات الإيقاعية بنبضات من 2 إلى 7، مع بعض الاستثناءات. يكون الرينج دائمًا في إطار زمني قدره 6/8.
يتكون الأداء الإيراني الكلاسيكي النموذجي من خمسة أجزاء، وهي بسداراماد («فاتحة موسيقية»؛ مقطوعة قياسية مؤلفة)، وآهارميزراب (مقطوعة قياسية سريعة ذات نمط إيقاعي متكرر)، وآواز (المقطوعة المركزية المرتجلة)، وتصنيف (غناء قياسي مؤلف من الشعر الكلاسيكي) ورينج (تأليف ختامي إيقاعي). يشكل الأداء نوعًا من التركيبة. بشكل غير تقليدي، قد تتنوع هذه الأجزاء أو تُهمل.
تعتمد موسيقى الفن الإيراني الكلاسيكي على الصوت، ويلعب المغني دورًا حاسمًا، إذ ي/تقرر الحالة المزاجية المعبر عنها والدستكاه المناسبة لهذه الحالة. في العديد من الحالات، يتحمل المغني مسؤولية اختيار الكلمات. يرافق المغني آلة موسيقية وترية أو هوائية واحدة على الأقل وآلة إيقاعية واحدة على الأقل في حال تطلب الأداء وجود مغن. من الممكن وجود مجموعة من الآلات الموسيقية، إلا أنه يجب على المغني الأساسي الحفاظ على دوره/ها. في بعض أغاني التصنيف، قد يشارك الموسيقيون المغني من خلال غناء عدة أبيات.
استُبدلت إلى حد كبير أعمال الشعراء الصوفيين في العصور الوسطى، خاصة حافظ الشيرازي وجلال الدين الرومي، بدمج النصوص الدينية ككلمات.

## الآلات الموسيقية
تشمل الآلات الموسيقية الإيرانية الأصلية المستخدمة في الموسيقى التقليدية الآلات الوترية مثل الشانغ (القيثار)، والقانون، والسنطور، والرود (العود، البربات)، والتار، والدوتار، والسه تار، والطنبور، والكمنجة، والأدوات الهوائية مثل السورنا (الزرنة، الكارناي)، والناي والناي أنبان، إلى جانب الآلات الإيقاعية مثل الكاسور، والكوس، والدف (الديريه)، والنقارة والدوهول.
لا تُستخدم غالبًا بعض الأدوات مثل السورنا وناي أنبان ودوهول والنقارة في الذخيرة الموسيقية الكلاسيكية، لكنها تُستخدم في موسيقى الفولك. حتى منتصف عهد الدولة الصفوية، شكل الشانغ جزءًا مهمًا من الموسيقى الإيرانية. ثم استُبدل القانون (الزيثير) به، ولاحقًا البيانو الغربي. يعمل التار كآلة وترية أساسية في العرض. يُعد السه تار شائعًا بين الموسيقيين الصوفيين بشكل خاص. يُستخدم أيضًا الكمان الغربي، مع ضبط ألحان بديل يفضله الموسيقيون الإيرانيون. أُعيد تقديم الغايكاك، وهو نوع من أنواع الكمان، إلى الموسيقى الكلاسيكية بعد إقصائه لسنوات عدة.